# Siluan (Vjurov)
Siluan (světským jménem: Alexandr Anatoljevič Vjurov; * 20. února 1972, Kaliningrad) je ruský duchovní Ruské pravoslavné církve, biskup pavlovo-posadský a vikář patriarchy moskevského a celé Rusi.

## Život
Narodil se 20. února 1972 v Kaliningradu.
Po střední škole pracoval jako strojní zámečník v MKB Fakel.
Dne 21. července 1989 byl jeromonachem Rostislavem (Děvjatovem) pokřtěn. Stejného roku nastoupil na fakultu filologie Kaliningradské státní univerzity, kterou dokončil roku 1994.
Od roku 1993 byl hypodiákonem biskupa baltského Panteleimona (Kutovoje). O rok později odešel do magadanské eparchie. Dne 24. srpna 1994 byl postřižen na monacha se jménem Siluan.
Dne 4. září 1994 byl rukopoložen na jerodiákona a 23. října na jeromonacha.
Od ledna do července 1995 působil v misii v Čukotském autonomním okruhu. Poté se stal představeným chrámu Kazaňské ikony Matky Boží v Magadanu.
Dne 6. února 1999 byl jmenován představeným Bogorodice-Alexejevského monastýru v Tomsku. Toto jmenování schválil Svatý synod dne 6. října 1999. V listopadu byl povýšen na igumena.
Od září 1999 přednášel na Tomském duchovním semináři.
Roku 2009 dokončil dálkové studium na Tomském duchovním semináři a nastoupil na Moskevskou duchovní akademii.
Od prosince 2010 byl blagočinným Tomského městského okruhu.
Dne 21. července 2012 byl povýšen na archimandritu.
Dne 12. března 2013 jej Svatý synod zvolil biskupem kolpaševským a streževským. Dne 15. března byl oficiálně jmenován biskupem a 31. března proběhla jeho biskupská chirotonie. Hlavním světitelem byl patriarcha moskevský a celé Rusi Kirill.
Dne 2. října 2013 byl osvobozen od funkce představeného monastýru.
Dne 24. března 2022 byl ustanoven biskupem pavlovo-posadským a vikářem patriarchy moskevského a celé Rusi. Současně se stal zástupcem správce záležitostí Moskevského patriarchátu s pověřením vést Oddělení pro aktuální záležitosti eparchií a Oddělení monitorování informací správy Moskevského patriarchátu.
Dne 10. října 2022 se stal správcem vikariátu Nových území Moskvy a 3. září 2024 správcem blahočiní stavropegií a patriarchálních podvorje v Moskvě.